# Agencja do Walki z Narkotykami
Agencja do Walki z Narkotykami (ang. Drug Enforcement Administration, DEA) – amerykańska agencja rządowa, podlegająca Departamentowi Sprawiedliwości Stanów Zjednoczonych. Została utworzona 1 lipca 1973 przez prezydenta Richarda Nixona na mocy Planu Reorganizacji nr 2. Zadaniem agencji jest egzekwowanie przepisów prawnych dotyczących substancji kontrolowanych (zawartych m.in. w Controlled Substances Act z 1970 roku) oraz zwalczanie organizacji przestępczych zajmujących się uprawą, produkcją i dystrybucją substancji kontrolowanych przeznaczonych do nielegalnego handlu na terenie Stanów Zjednoczonych. DEA zajmuje się też wspieraniem programów mających na celu redukcję dostępności nielegalnych substancji na terenie kraju i poza jego granicami. DEA prowadzi działania antynarkotykowe związane z interesem USA także poza granicami kraju. Organem kontrolującym działania DEA jest Prokurator Generalny Stanów Zjednoczonych

## Podstawa prawna
DEA działa na podstawie Planu Reorganizacji nr 2 z dnia 1 lipca 1973 wydanego przez prezydenta Richarda Nixona. Uprawnienia agentów DEA określa paragraf 878 rozdziału 21 Kodeksu Stanów Zjednoczonych.
Do obowiązków DEA, określanych przez rozdział 28 Kodeksu Stanów Zjednoczonych, należy:
- opracowywanie i ocena strategii działań w zakresie prawa dotyczącego leków i narkotyków,
- prowadzenie śledztw i przygotowanie do oskarżenia podejrzanych o naruszenia prawa odnoszącego się do handlu narkotykami,
- prowadzenie śledztw i przygotowanie do oskarżenia podejrzanych łączonych z nielegalnymi substancjami zarekwirowanymi przy przemycie na teren Stanów Zjednoczonych,
- utrzymywanie relacji z przedstawicielami administracji antynarkotykowej innych państw,
- koordynacja działań i współpraca z przedstawicielami stanowych i lokalnych organów ścigania w zakresie działań dotyczących nielegalnych substancji,
- regulacja produkcji legalnych substancji, które podlegają szczególnej kontroli.

Metody działania DEA wynikają bezpośrednio z jej uprawnień. Agencja:
- dokonuje przeszukań i aresztowań, egzekwuje nakazy kontroli administracyjnej,
- dokonuje zajęcia mienia[7],
- prowadzi śledztwa i działania operacyjne w zakresie zwalczania przestępstw narkotykowych[8],
- prowadzi kampanie społeczne i programy edukacyjne zwalczające problem użycia narkotyków[9].

Uprawnienia funkcjonariuszy DEA obejmują:
- noszenie broni palnej,
- egzekwowanie nakazów przeszukania, aresztowania, wezwania i nakazów kontroli administracyjnej, wydanych przez władze Stanów Zjednoczonych,
- dokonywanie aresztowań bez nakazu za wykroczenia popełnione w obecności agenta lub przestępstwa pod rygorem istnienia uzasadnionego podejrzenia, że osoba mająca być aresztowana popełniła lub popełnia przestępstwo,
- dokonywanie zajęcia mienia,
- wykonywanie innych obowiązków powierzonych przez Prokuratora Generalnego.

## Struktura

Mapa 21 krajowych oddziałów terenowych DEA: 1. Chicago, 2. Detroit, 3. Atlanta, 4. Dallas, 5. Denver, 6. Boston, 7. El Paso, 8. Houston, 9. Los Angeles, 10. Miami, 11. Newark, 12. Nowy Orlean, 13. Nowy Jork, 14. Filadelfia, 15. Phoenix, 16. San Diego, 17. San Francisco, 18. Seattle, 19. St. Louis, 20. Karaiby (San Juan, Portoryko), 21. Waszyngton

DEA jest kierowane przez Administratora (ang. Administrator of Drug Enforcement), którego mianuje prezydent USA i zatwierdza Senat. Administrator podlega Prokuratorowi Generalnemu USA, który z urzędu kieruje Departamentem Sprawiedliwości USA. Jego zastępca podlega tej samej procedurze powoływania co Administrator. Siedziba agencji znajduje się w Arlington (Wirginia), niedaleko Pentagonu. DEA utrzymuje własną Akademię, szkolącą personel w bazie Marines w Quantico (Wirginia). DEA posiada 239 krajowych biur, podlegających pod 23 oddziały oraz 91 biur poza granicami Stanów Zjednoczonych (w 68 państwach, w tym m.in. w Polsce).
Struktura wewnętrzna DEA podlega pod Administratora. Bezpośrednio przed Administratorem odpowiada Zastępca Administratora oraz Office of Administrative Law Judges. Wewnętrzne jednostki administracyjne DEA można podzielić na oddziały i biura. DEA składa się z 23 oddziałów polowych (pod które podlega 239 biur), 91 biur poza granicami Stanów Zjednoczonych (Biura Krajowe podlegają pod Biura Regionalne) oraz 8 oddziałów (Human Resources Division, Intelligence Division, Diversion Control Division, Operations Division, Operational Support Division, Inspection Division, Financial Management Division, Information Systems Division) i 4 biura (Office of Compliance, Office of Chief Counsel, Office of Congressional and Public Affairs, Executive Equal Opportunity & Employee Assistance Staff) podlegające bezpośrednio Administratorowi i jego zastępcy.
Zgodnie z informacjami podawanymi przez DEA, budżet na rok 2021 wynosi ponad 3,28 miliarda dolarów, a liczba zatrudnionych osób to 9848 (w tym 4649 agentów specjalnych).
Polityka agencji zabrania zatrudniania osób, które używają narkotyków. Kandydaci są zobowiązani do przedstawienia swojej historii użycia narkotyków, jeżeli taka istnieje. Jeżeli w ciągu trzech lat poprzedzających aplikację o pracę, aplikujący używał marihuany lub jeżeli w przeciągu ostatnich 10 lat używał innych nielegalnych substancji, nie kwalifikuje się on do zatrudnienia w DEA. Ponadto każdy kandydat musi poddać się procesowi weryfikacji w celu wykluczenia powiązań z przestępczością.

## Historia

### Bureau of Narcotics and Dangerous Drugs (BNDD)
Bezpośrednią poprzedniczką DEA było Bureau of Narcotics and Dangerous Drugs, które powstało w 1968 roku na mocy Planu Reorganizacji nr 1 przedstawionego w Kongresie przez prezydenta Lyndona B. Johnsona. Plan zakładał połączenie dwóch istniejących wcześniej agencji: Bureau of Narcotics (BN) i Bureau of Dangerous Drugs. BNDD było główną agencją egzekwującą prawo antynarkotykowe i działała zarówno na poziomie federalnym, jak i międzynarodowym. W 1970 roku BNDD posiadała dziewięć zagranicznych oddziałów – we Włoszech, Francji, Turcji, Meksyku, Panamie, Kolumbii, Wietnamie, Tajlandii i Hongkongu. Działanie agencji poza granicami Stanów Zjednoczonych było odpowiedzią na dynamikę rozwoju handlu narkotykami.

### Powstanie DEA
W 1973 roku prezydent Stanów Zjednoczonych Richard Nixon wysłał do Kongresu Plan Reorganizacji nr 2, który zakładał stworzenie jednej organizacji zajmującej się konsolidacją i koordynacją działań rządowych w zakresie kontroli narkotyków. W ten sposób, 1 lipca 1973 roku powołana została do życia Drug Enforcement Administration (DEA). 

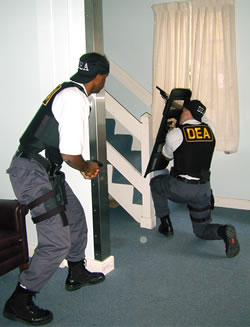
Agenci specjalni DEA podczas ćwiczeń

Pierwszym szefem służby w randzie Pierwszego Administratora został John R. Bartels Jr. Jego zadaniem była integracja agentów U. S. Customs Service i agentów z BN i BNDD, którzy weszli w skład DEA. Podstawowym celem było stworzenie efektywnie działającej agencji – podejście do działań antynarkotykowych U. S. Customs Service różniło się od podejścia BNDD. Drugim zadaniem pierwszego Administratora było odzyskanie zaufania opinii publicznej dla agencji antynarkotykowych. 1 lipca 1973 roku, zgodnie z Planem Reorganizacji nr 2 do życia zostało powołane także Biuro Wywiadowcze DEA, którego zadaniami było:
- zbieranie i analiza informacji, które miały być wsparciem dla Administratora i innych agencji federalnych, stanowych i lokalnych,
- ustanowienie i utrzymanie relacji z wszystkimi agencjami zbierającymi informacje dotyczące handlu narkotykami,
- zwiększenie efektywności w raportowaniu, analizowaniu, przechowywaniu, odzyskiwaniu i wymiana ww. informacji,
- dokonanie rewizji działań wywiadowczych[18].

### Lata 1975–1985
Na początku 1975 roku wzrastało użycie narkotyków w Stanach Zjednoczonych. We wrześniu 1975 roku prezydent Gerald Ford ustanowił Domestic Council Drug Abuse Task Force, której przewodniczył wiceprezydent Nelson Rockefeller. Rada miała za zadanie ocenić stopień spożycia narkotyków w kraju, skutkiem czego był raport White Paper. Stwierdzono w nim, iż problem spożycia marihuany jest niewielki, a problem spożycia kokainy nie istnieje. W związku z tym zalecono, by DEA nie zajmowało się handlem marihuaną i kokainą, a skupiła się na przemycie i handlu heroiną. Na skutek tych działań przemytnicy marihuany i handlarze kokainą nie napotykali dużego oporu ze strony agencji. To z kolei pozwoliło Kolumbijczykom zbudować podstawy dla powstałych później Kartelu z Medellín i Kartelu z Cali.

#### CENTAC i operacja „Trizo”
W kwietniu 1975 roku utworzono pierwszy Central Tactical Unit (CENTAC) w celu skupienia działań skierowanych przeciwko organizacjom przestępczym zajmującym się handlem narkotykami. CENTAC miał swoje centrum reagowania kryzysowego w Waszyngtonie, skąd koordynowano i zarządzano działaniami. Łącznie działało kilkanaście CENTAC-ów, których akcje skierowane były przeciwko organizacjom produkującym heroinę w Libanie, Azji i Meksyku, organizacjom południowoamerykańskim produkującym i dystrybuującym kokainę, grupom przestępczym produkującym i dystrybuującym LSD, PCP i amfetaminę. Program CENTAC został uznany za niezwykle udany, na skutek działań poszczególnych oddziałów aresztowano i skazano 2116 handlarzy narkotykami.
W kolejnych latach przeprowadzono operację „Trizo” (1976), polegającą na spryskiwaniu herbicydami plantacji maku w Meksyku. Do końca 1977 roku zniszczono 22 tys. akrów plantacji, a czystość heroiny z Meksyku spadła o 7%; rozpoczęto walkę z rodziną Herrera (1979), która zajmowała się przemytem i dystrybucją heroiny; także w 1979 roku wspólnie z FBI sparaliżowano działalność Gangu Czarnego Tuńczyka, który przemycał i rozprowadzał marihuanę.

#### Special Operations Office i operacja „Stopgap”
W związku ze wzrastającym użyciem PCP w połowie lat 70., w 1977 roku DEA stworzyło Special Operations Office, które zajmowało się śledztwami dotączymi produkcji i dystrybucji PCP, w przeciągu pierwszych 18 miesięcy operacji aresztowany 149 osób, zajęto 23 ukrytych laboratoriów i skonfiskowano 5,1 mln dawek PCP. W tym samym okresie zwiększał się także przemyt kokainy i marihuany z Kolumbii. W odpowiedzi DEA rozpoczęło w grudniu 1975 roku operację „Stopgap”. W ciągu trzech lat trwania operacji zredukowano przemyt marihuany o 33% oraz aresztowany 220 osób, z których większość była Kolumbijczykami. W 1978 roku na skutek czteroletniego śledztwa, w trakcie którego agenci DEA zinfiltrowali organizację przestępczą Leroya „Nicky” Barnesa, która nazwana została „największym, najbardziej dochodowym i skorumpowanym gangiem narkotykowym w Nowym Jorku”, sam Barnes został skazany na dożywocie.

#### Operacje „Swordfish” i „Pisces”
Na początku lat 80. międzynarodowe organizacje zajmujące się przemytem narkotyków zaczęły działać na niespotykaną dotąd skalę. W siłę rósł kartel z Medellín i wzrastał napływ kokainy do Stanów Zjednoczonych, która zaczęła być postrzegana przez obywateli amerykańskich jako „łagodny, rekreacyjny narkotyk”. W grudniu 1980 roku rozpoczęto operację „Swordfish” wymierzoną w międzynarodowe organizacje przemycające narkotyki. Podczas 18-miesięcznego dochodzenia agenci DEA zebrali wystarczająco materiału dowodowego, by postawić w stan oskarżenia 67 osób, w tym obywateli Kolumbii. Zarekwirowano 100 kg kokainy, 250 tys. pigułek Metakwalonu, kilka ton marihuany i 800 tys. dolarów w gotówce, nieruchomościach i samochodach.
W 1984 roku rozpoczęto operację „Pisces”, która ukazała bezpośrednie powiązanie pomiędzy kolumbijskimi kartelami (w tym Pablo Escobarem) a gangami ulicznymi w Stanach Zjednoczonych. Gdy operacja zakończyła się w roku 1987, aresztowano łącznie 220 handlarzy narkotykami, zabezpieczono ponad 28 milionów dolarów w gotówce i majątku oraz zarekwirowano łącznie ok. 5 ton kokainy.

#### Operacja „Scorpion”
W marcu 1984 roku kolumbijskie władze przeprowadziły nalot na „Tranquilandię”, fabrykę kokainy zlokalizowaną w dżungli, wyposażoną w kwatery dla ok. 100 osób, magazyny na chemikalia i warsztaty samochodowe oraz zaplecze dla samolotów. W okolicy znaleziono podobne instalacje, a w trakcie akcji zarekwirowano ponad 10 ton kokainy i jej składników o łącznej wartości ok. 1,2 miliarda dolarów. Było to możliwe dzięki działaniom agencji. Wszystko zaczęło się od ustaleń attaché DEA w Bogocie, który zlecił badanie importu towarów chemicznych do Kolumbii. Wykazano, że blisko 98% importowanych eterów było przeznaczanych do produkcji kokainy (z czego 90% pochodziło ze Stanów Zjednoczonych i RFN). W związku z tym odkryciem DEA zwróciło się amerykańskich koncernów chemicznych z prośbą o powiadamianie o nadzwyczajnie dużych zamówieniach na chemikalia. Okazało się to skuteczne, ponieważ w tym czasie obywatel Kolumbii zwrócił się do biura koncernu chemicznego z New Jersey z zamówieniem dwóch ton metrycznych eterów (co równało się połowie rejestrowanego importu eterów do Kolumbii), proponując płatność gotówką. Wykorzystując tę okazję DEA uruchomiło operację „Scorpion”, podczas której założono fikcyjną firmę, która zwróciła się do Kolumbijczyka chcącego zakupić dwie tony eterów z ofertą realizacji zamówienia. Dwie z 76 beczek, które wysłano w ramach zamówienia, zostały wyposażone w urządzenia lokalizujące. Po kilku dniach zlokalizowano je w środku kolumbijskiej dżungli i wspólnie z kolumbijską policją dokonano nalotu.

#### Operacja „Leyenda”
3 maja 1985 roku ustanowiono zespół dochodzeniowy DEA, którego zadaniem było zbadać sprawę porwania agenta specjalnego DEA Enrique Camareny i Alfredo Zavali Avelara, pilota pracującego w Ministerstwie Rolnictwa Meksyku, współpracującego z organami antynarkotykowymi.
Nazywany przez swych przyjaciół „Kiki”, Enrique Camarena pracował w biurze DEA w Guadalajarze i zajmował się rozpoznawaniem i lokalizacją baronów narkotykowych. 7 lutego 1985 roku Camarena wyszedł z biura, by spotkać się z żoną na lunch. Wtedy nieznany samochód podjechał obok agenta i czterech mężczyzn pochwyciło go i wepchnęło do środka, po czym odjechało. Kilka godzin później doszło do porwania pilota Alfredo Zavali Avelara. Zaniepokojona zniknięciem męża Geneva Camarena niemal natychmiast zgłosiła jego zaginięcie. Zaraz po tym biuro DEA w Guadalajarze próbowało go zlokalizować i ustaliło, że jego zniknięcia nie da się wytłumaczyć w żaden normalny sposób. W związku z tym agent James Kuykendall, stojący na czele biura, powiadomił swoich przełożonych o zaginięciu Enrique Camareny i rozpoczął próby zaangażowania w śledztwo meksykańskiej policji. W tym samym czasie pozostali agenci kontaktowali się z informatorami, mając nadzieję na uzyskanie informacji o miejscu pobytu agenta Camareny. Attaché Edward Heath zwrócił się do ambasadora Stanów Zjednoczonych w Meksyku Johna Gavina, który zadzwonił do Prokuratora Generalnego Meksyku i poprosił o pomoc w odnalezieniu zaginionego agenta. Centrala DEA powołała grupę, która miała koordynować śledztwo i skierowała do Guadalajary 25 agentów specjalnych, mających pomagać w poszukiwaniach. Przez cały luty grupa próbowała zlokalizować agenta Camarenę. Na podstawie poszlak DEA zawnioskowała do policji federalnej Meksyku o uznanie trzech baronów narkotykowych (Miguela Ángela Félixa Gallardo, Rafaela Caro-Quintero i Ernesta Fonseca Carrillo) za podejrzanych o porwanie Camareny. 9 lutego 1985 roku Rafael Caro-Quintero został zatrzymany na lotnisku w Guadalajarze podczas przygotowań do odlotu prywatnym samolotem razem z kilkoma współpracownikami. Doszło do zaognienia sytuacji i dwie grupy stały naprzeciwko siebie z wycelowaną bronią. Po chwili dowodzący oficer policji meksykańskiej udał się na rozmowę z Caro-Quintero na osobności, po czym pozwolił mu i jego współpracownikom odlecieć.
5 marca 1985 roku lokalny rolnik odkrył na polu przylegającym do ruchliwej drogi, znajdującej się ok. kilometr od rancza Michoacan, dwa ciała, które zostały zidentyfikowane jako ciała porwanych: Enrique Camareny i Alfredo Avelara. Próbki ziemi pobrane przez agentów specjalnych FBI dowiodły, że ciała były pogrzebane gdzieś indziej i zostały przeniesione. W dniach 7 i 8 marca amerykański patolog, wraz z zespołem śledczych, zanalizowali miejsce odkrycia ciał i dokonali autopsji. Ustalenia patologa implikowały, że w obu przypadkach ofiary zginęły od ciosu zadanego tępym narzędziem w głowę. 14 marca DEA została poinformowana przez meksykańską policję, iż ta aresztowała pięciu swoich funkcjonariuszy podejrzanych o udział w porwanie agenta Camareny. Jednakowoż DEA nie otrzymała informacji o planowanych aresztowaniach ani także nie została dopuszczona do przesłuchań podejrzanych. Zeznania policjantów obciążyły ich samych oraz Caro-Quintero i Fonseca Carillo jako odpowiedzialnych za planowanie porwania. Jeden z przesłuchiwanych zmarł w trakcie przesłuchania. 11 marca meksykańskie gazety doniosły o 11 aresztowaniach w dochodzeniu policji meksykańskiej. Wydano także 7 nakazów aresztowania międzynarodowych handlarzy narkotykami, w tym Caro-Quintero, pod zarzutami porwania i morderstwa. 4 kwietnia, po odkryciu obecności Caro-Quintero w Kostaryce, DEA wraz z władzami lokalnymi dokonały aresztowania jego i jego siedmiu współpracowników. Rząd meksykański wysłał do Kostaryki oficjeli policji federalnej, którzy przekonali kostarykańskie władze do wydalenia Caro-Quintero pod zarzutami naruszenia przepisów imigracyjnych. 5 kwietnia Caro-Quintero i jego współpracownicy opuścili Kostarykę dwoma samolotami należącymi do meksykańskiego rządu. Po przesłuchaniu Caro-Quintero przyznał się do udziału w porwaniu Camareny, ale zaprzeczył twierdzeniom jakoby wiedział coś o śmierci Camareny oraz porwaniu i śmierci Avelara. 7 kwietnia przez policję i wojsko meksykańskie aresztowany został Fonseca Carillo, wraz ze swoją prawą ręką – Samuelem Ramirez-Rano. Ich zeznania były analogiczne do zeznań Caro-Quintero – przyznali się do udziału w porwaniu agenta DEA, ale zaprzeczyli swojemu udziałowi w jego śmierci, a także w porwaniu i śmierci Avelara. Później cała trójka wskazała, iż najprawdopodobniej śmierć Camareny oraz porwanie i morderstwo Avelara były sprawką Miguela Angela Felixa Gallardo, innego barona narkotykowego. W kwietniu 1985 roku, DEA otrzymała informację, że kilku członków rządu Meksyku posiada nagrania audio z tortur i przesłuchań agenta specjalnego Camareny. Zgodnie z meksykańskimi twierdzeniami, zostały one zarekwirowane przez wojsko w trakcie aresztowanie Fonsceci Carillo. Po potwierdzeniu przez DEA, że głos na nagraniach jest głosem Kikiego, meksykański rząd, po silnych naciskach Amerykanów, przekazał kopie pięciu nagrań.
Dochodzeniu prowadzonemu przez ustanowiony 3 maja 1985 roku zespół, nadano nazwę „Leyenda”. W toku dochodzenia zespół ustalił, że pięć osób porwało Camarenę i przewiozło go 7 lutego do domu na ulicy 881 Lope de Vega w Guadalajarze. Ostatecznie udało się wytoczyć kilka aktów oskarżenia przeciwko osobom zamieszanym w porwanie Camareny. Operacja „Leyenda” była bardzo skomplikowana i prowadzona niezwykle długo, ze względu na zamieszanie w sprawę największych baronów narkotyków Meksyku oraz członków meksykańskiego rządu.

### Lata 1985–1998

#### Operacje „Snowcap” i „Polar Cap”
W 1987 roku rozpoczęto operację „Snowcap”, przeprowadzoną w 12 krajach, w tym w Kolumbii, Ekwadorze, Boliwii, Wenezueli, Peru i Meksyku. Miała na celu eliminację w zarodku produkcji kokainy oraz wsparcie służb mundurowych krajów poprzez trening i współpracę podczas śledztw. W tym samym roku doszło do ekstradycji Carlosa Lehdera Rivasa, jednego z przywódców kartelu z Medellín – rząd kolumbijski przekazał go w ręce DEA i boss narkotykowy został skazany na 135 lat więzienia. W 1989 roku przeprowadzono operację „Polar Cap”, która doprowadziło do pierwszego skazania zagranicznej instytucji finansowej za naruszenie prawa Stanów Zjednoczonych dotyczącego prania pieniędzy. Skutkiem tej operacji były aresztowania ponad 100 osób i konfiskata ponad 105 milionów dolarów w majątku. 29 września 1989 roku DEA dokonała nalotu na magazyn w Sylmar (Kalifornia) i zarekwirowała 21,5 tony kokainy. Była to największa konfiskata kokainy w historii Stanów Zjednoczonych.

#### Upadek kartelu z Medellín i operacje przeciwko kartelowi z Cali
W 1989 roku w trakcie inwazji Stanów Zjednoczonych na Panamę, dowódca panamskich sił zbrojnych Manuel Noriega poddał się DEA i został natychmiast przetransportowany do Miami, gdzie oskarżono go o nadużycie pozycji dowódcy sił zbrojnych i przywódcy Panamy w celu współpracy z kartelem z Medellín w przemycie kokainy. Po długim procesie, podczas którego zeznawało ponad 100 świadków, w tym Carlos Lehder i trzech byłych Administratorów DEA, 9 kwietnia 1992 roku ława przysięgłych orzekła winę Noriegi. Został on skazany na 40 lat więzienia.
Na początku lat 90. doszło do osłabienia kartelu z Meddellín, na przełomie lat 1990 i 1991 kolumbijskie władze aresztowały braci Ochoa (Fabio i Jorge Luisa), dwóch liderów kartelu. W grudniu 1993 roku kolumbijska policja po wymianie ognia zabiła Pablo Escobara. Jednocześnie w siłę rósł kartel z Cali, który stosował mniej brutalne metody niż kartel Escobara.
W 1992 roku przeprowadzono operację „Green Ice”. Zakonspirowani agenci DEA oferowali pranie pieniędzy. W ciągu śledztwa wyprali ponad 20 milionów dolarów dla kolumbijskich karteli. Członkowie kartelu poprosili o rozszerzenie procesu prania pieniędzy na Europę, Kanadę i Karaiby. We wrześniu 1992 roku agenci zaaranżowali spotkania z najważniejszymi menadżerami finansowymi kartelu z Cali w Stanach Zjednoczonych, Hiszpanii, Kostaryce i we Włoszech. Operacja doprowadziła do aresztowania 177 osób, w tym siedmiu najważniejszych „księgowych” kartelu z Cali.
Także w 1992 roku DEA wprowadziło „The Kingpin Strategy”, strategię działania, która skupiała działania śledcze i operacyjne na konkretnych organizacjach handlujących narkotykami. Założeniem strategii było, że wyeliminowanie największych organizacji przestępczych będzie miało znaczący wpływ na handel narkotykami. Strategia wymagała poprawy, ponieważ agenci polowi dowodzący operacjami zarzucali centrali, że brakuje im elastyczności w obieraniu na cel konkretnych handlarzy (o obraniu konkretnego handlarza na cel decydowała centrala).
W 1994 roku doprowadzono do skazania Dandeny Munoz-Mosquery, jednego z głównych zabójców kartelu z Medellín, odpowiedzialnego za atak bombowy na lot 203 linii Avianca w 1989 roku. Skazanie było możliwe dzięki temu, że wśród pasażerów zaatakowanego samolotu dwójka z nich była obywatelami Stanów Zjednoczonych. Munoz był także łączony z ponad setką innych morderstw w trakcie swojej pracy na rzecz kartelu.
W tym samym roku DEA razem z IRS przeprowadziło operację „Dinero”, w trakcie której udało się powołać fikcyjny bank, który miał zapewniać usługę prania pieniędzy. Kartel z Cali był przekonany, że usługi banku są sprawdzone i próbował sprzedać mu 3 obrazy (Picassa, Rubensa i Reynoldsa) o łącznej wartości 15 milionów dolarów. Obrazy zostały zarekwirowane przez DEA i IRS. Dokonano łącznie 116 aresztowań i zarekwirowano 9 ton kokainy oraz ponad 90 milionów w gotówce i ruchomościach. Także w 1994 roku przeprowadzono w Bangkoku operację „Tiger Trap”, której celem był zidentyfikowanie i pojmanie największych handlarzy narkotykami w regionie, a działania skierowane były głównie przeciwko największej organizacji handlującej heroiną, Shan United Army (SUA). Aresztowano 13 ważniejszych handlarzy SUA i zawnioskowano o ich ekstradycję.
W 1995 roku przeprowadzono operacje „Green Ice II” i „Global Sea”. Pierwsza z nich skierowana była przeciwko kartelowi z Cali i doprowadziła do aresztowania 109 osób i zarekwirowania 15,6 miliona dolarów. Druga skierowana była przeciwko nigeryjskiej organizacji handlującej azjatycką heroiną. Aresztowano 44 osoby i zneutralizowano działającą w Chicago organizację przestępczą. W tym samym roku w ręce kolumbijskiej policji oddało się lub zostało aresztowanych sześciu liderów kartelu z Cali, co równało się ze schyłkiem potęgi tej organizacji.
W 1997 roku budżet DEA po raz pierwszy w historii wyniósł ponad miliard dolarów.

### Od 1999 r.
Na przełomie nowego milenium powoli zmieniała się popularność poszczególnych narkotyków. Coraz większym zainteresowaniem cieszyły się narkotyki syntetyczne, takie jak ecstasy, metamfetamina czy rohypnol. Bardziej „tradycyjne” narkotyki, takie jak kokaina, heroina i marihuana były również obecne na rynku. Ponadto, na skutek ataków z 11 września 2001 roku DEA przejęła śledztwa narkotykowe dotychczas prowadzone przez FBI.
W 1999 roku przeprowadzono kilka operacji:
- operacje „Ramp Rats I” i „Ramp Rats II” prowadzone przez oddział DEA w Miami, które obrało za cel pracowników obsługi naziemnej na lotnisku, którzy wykorzystywali swoje pozycje do przemycania narkotyków, a także broni i materiałów wybuchowych,
- operację „Juno” (prowadzoną od 1996 roku) obierającą na cel proces prania brudnych pieniędzy z handlu narkotykami, na skutek której aresztowano 55 osób oraz zarekwirowano 26 milionów dolarów,
- operacje „Impunity I” i „Impunity II”, skierowane przeciwko organizacji Amado Carrillo Fuentesa,
- operację „Millennium” przeprowadzoną wspólnie z kolumbijską policją, której rezultatem było aresztowanie dwóch z najpotężniejszych handlarzy narkotykami na świecie – Alejandra Bernal-Madrigala i Fabio Ochoa. Oprócz nich aresztowano ich 30 najbliższych współpracowników[39].

W kwietniu 2000 roku Special Operations Division zakończyło po 18 miesiącach z sukcesem operację „Green Air”. W jej ramach rozpracowywano jamajską organizację zajmującą się przemytem marihuany za pośrednictwem firmy Federal Express. Firma podjęła się współpracy z DEA, aby wykryć kierowców, przedstawicieli działu obsługi klienta i przedstawiciela działu ochrony, którzy byli zamieszani w handel narkotykami. W ten sposób aresztowano ponad 100 osób, w tym 25 pracowników FedEx-u. W tym samym roku DEA przeprowadziło operacje „Rave Review” i „Red Tide”, których celem była walka z produkcją i handlem Ecstasy.
Na początku XXI wieku DEA zajmowała się przede wszystkim walką z produkcją i dystrybucją metamfetaminy, a także kontynuowało śledztwa narkotykowe w Meksyku oraz współpracowało z władzami kolumbijskimi. W 2005 skonfiskowano 1,6 miliarda dolarów, a dwa lata później zarekwirowano ponad 3,5 miliarda dolarów.
W 2003 roku zakończono operację „Northern Star”, która przerwała pochodzące z Kanady dostawy pseudoefedryny, używanej przez organizacje meksykańskie do produkcji metamfetaminy. W tym samym roku skazany przed sądem federalnym w Miami został Fabio Ochoa, jeden z liderów kartelu z Medellín. W 2005 roku po raz pierwszy odkryto tunele służące do przemytu narkotyków pod kanadyjsko-amerykańską granicą.
W 2009 roku dokonano ekstradycji Miguela Caro-Quintero, jednego z przywódców meksykańskiej organizacji przemycającej kokainę, heroinę i marihuanę do Stanów Zjednoczonych. W październiku tegoż roku ogłoszono sukces projektu „Coronado” – 44-miesięcznego dochodzenia prowadzonego przez wiele agencji, a mającego na celu likwidację kartelu La Familia Michoacana. Łącznie aresztowano ponad 1180 osób i zarekwirowano 33 miliony dolarów.
W 2017 roku dokonano ekstradycji Joaquína Guzmána Loery „El Chapo”, jednego z przywódców kartelu z Sinaloa i przedstawiono mu sześć odrębnych aktów oskarżenia. W lipcu 2019 roku skazano go na dożywocie pod zarzutami handlu narkotykami, morderstwa i prania pieniędzy.